# Dirk van der Aa

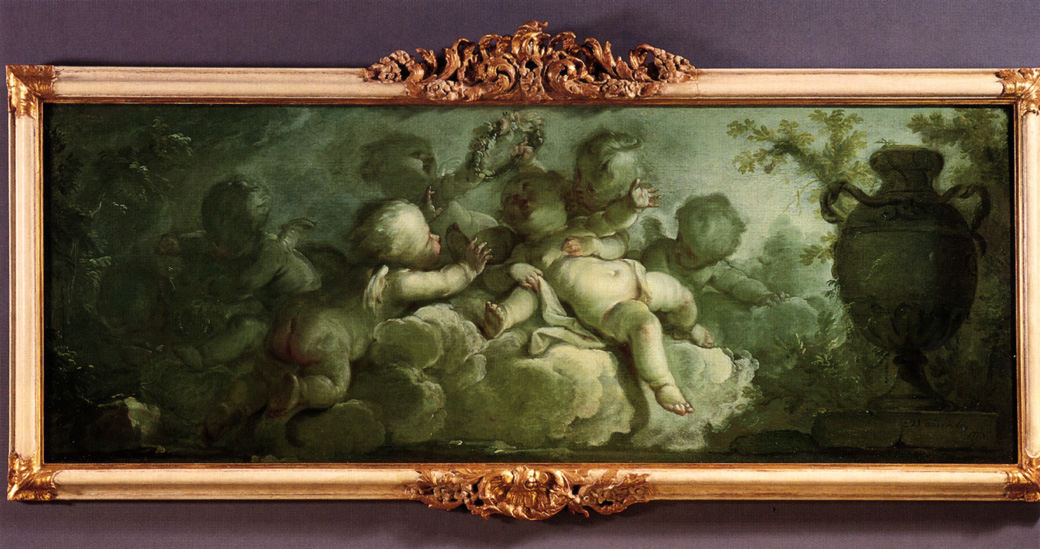
Spielende Putten auf Wolken, 1773

Dirk van der Aa (auch: Theodorus van der Ha (Taufname); * 1. März 1731 (Taufdatum) in Den Haag; † 23. Februar 1809 ebenda) war ein niederländischer Maler, der vor allem durch seine Allegorien bekannt ist.

## Leben
Dirk van der Aa unternahm mehrere Studienreisen nach Paris, ehe er 1755 Mitglied der Lukasgilde und Schüler von Johann Heinrich Keller in Den Haag wurde. Später studierte er bei dem sonst wenig bekannten Kutschenmaler Gerrit Mes, mit dem er auch ein gemeinsames Atelier bezog. Dort arbeiteten beide überwiegend an dekorativen Gemälden für Zimmereinrichtungen, Paneele und Kutschen. Bis zu seinem Ableben fungierte Van der Aa als Mitglied der Stiftung Renswoude, wo auch am 25. Juli 1809 eine Versteigerung seines künstlerischen Vermächtnisses stattfand.
Van der Aa malte in geschickter Komposition und sicherer Zeichnung Allegorien mit Amoretten, wobei er u. a. zeitgenössischen französischen Malern folgte. Anlässlich des Einzuges Wilhelms V. in Den Haag gestaltete Van der Aa 1768 den Entwurf für die Ehrenpforte, der sich heute im Kupferstichkabinett in Amsterdam befindet. Im Haus des Barons van Heeckeren van Kell (Lange Voorhout 32 in Den Haag) malte er ein Zimmer durch Tapeten mit arkadischen Landschaften aus.
Zu den Schülern Van der Aas zählten Evert Morel, Cornelis Kuipers, Louis Moritz und sein Neffe Jacob van der Aa.
Seine Werke werden heute auf dem Kunstmarkt mit bis zu 100.000 US-Dollar bewertet.